# Mišo Cebalo
Mišo Cebalo (Zagreb, 6 de febrer de 1945) és un jugador d'escacs croat, que té el títol de Gran Mestre des de 1985. El 2009 guanyà la 19a edició del Campionat del món d'escacs sènior, a Condino. El 2011 obtingué el títol de FIDE Senior Trainer.
A la llista d'Elo de la FIDE de desembre de 2014, hi tenia un Elo de 2392 punts, cosa que en feia el jugador número 48 (en actiu) de Croàcia. El seu màxim Elo va ser de 2570 punts, a la llista de gener de 1995 (posició 112 al rànquing mundial).

## Biografia i resultats destacats en competició
El seu pare, que era un bon jugador d'escacs, li va ensenyar a jugar quan tenia cinc anys. A 13 anys va començar a anar al club d'escacs local, i a 20 anys va participar en el campionat d'escacs de Croàcia a Titograd, i va obtenir el títol de Mestre. Al cap de poc, va apuntar-se a estudiar llengües a la Universitat de Zagreb, i va deixar de jugar als escacs durant uns anys. Després d'acabar els estudis i de trobar feina al Centre de Cultura Física de Zagreb, el 1977 va reprendre la seva activitat escaquística, i el 1978 va obtenir el títol de Mestre Internacional.
El 1980 va guanyar la seva primera norma de Gran Mestre en guanyar el torneig de Smederevska Palanka. El 1985 empatà al primer lloc al campionat de Iugoslàvia, però va perdre el matx de desempat contra el GM Slavoljub Marjanović. El mateix any va guanyar el torneig Zonal de Kavala (Grècia), i va obtenir el títol de GM. Va avançar fins a la següent fase del campionat del món, l'Interzonal de Mende-Taxco, on hi acabà 6è-7è de 16 jugadors (el guanyador fou Jan Timman). Ha participat sovint al torneig d'escacs de Reggio Emilia, del qual va guanyar el «Grup C» el 1991 (aquell any el torneig principal el guanyà Anatoli Kàrpov i el «Grup B» Ljubomir Ljubojević). Durant la seva carrera ha guanyat nombrosos torneigs oberts, un dels darrers va ser el festival «Luigi Amalfi» de l'illa d'Elba el 2007.
Cebalo ha jugat, representant Croàcia, en dues olimpíades d'escacs: al primer tauler a Manila 1992 i al quart tauler a Moscou 1994.

## Partides notables
|   | a | b | c | d | e | f | g | h |   |
| 8 | a8 negres torre · a7 negres peó · c7 negres torre · e7 negres peó · f7 negres rei · h7 negres peó · a6 blanques torre · e6 negres alfil · g6 negres peó · d5 negres cavall · e5 blanques peó · f5 negres peó · a3 blanques alfil · c3 negres peó · d3 blanques torre · g3 blanques peó · c2 blanques dama · d2 negres alfil · f2 blanques peó · h2 blanques peó · g1 blanques rei | a8 negres torre · a7 negres peó · c7 negres torre · e7 negres peó · f7 negres rei · h7 negres peó · a6 blanques torre · e6 negres alfil · g6 negres peó · d5 negres cavall · e5 blanques peó · f5 negres peó · a3 blanques alfil · c3 negres peó · d3 blanques torre · g3 blanques peó · c2 blanques dama · d2 negres alfil · f2 blanques peó · h2 blanques peó · g1 blanques rei | a8 negres torre · a7 negres peó · c7 negres torre · e7 negres peó · f7 negres rei · h7 negres peó · a6 blanques torre · e6 negres alfil · g6 negres peó · d5 negres cavall · e5 blanques peó · f5 negres peó · a3 blanques alfil · c3 negres peó · d3 blanques torre · g3 blanques peó · c2 blanques dama · d2 negres alfil · f2 blanques peó · h2 blanques peó · g1 blanques rei | a8 negres torre · a7 negres peó · c7 negres torre · e7 negres peó · f7 negres rei · h7 negres peó · a6 blanques torre · e6 negres alfil · g6 negres peó · d5 negres cavall · e5 blanques peó · f5 negres peó · a3 blanques alfil · c3 negres peó · d3 blanques torre · g3 blanques peó · c2 blanques dama · d2 negres alfil · f2 blanques peó · h2 blanques peó · g1 blanques rei | a8 negres torre · a7 negres peó · c7 negres torre · e7 negres peó · f7 negres rei · h7 negres peó · a6 blanques torre · e6 negres alfil · g6 negres peó · d5 negres cavall · e5 blanques peó · f5 negres peó · a3 blanques alfil · c3 negres peó · d3 blanques torre · g3 blanques peó · c2 blanques dama · d2 negres alfil · f2 blanques peó · h2 blanques peó · g1 blanques rei | a8 negres torre · a7 negres peó · c7 negres torre · e7 negres peó · f7 negres rei · h7 negres peó · a6 blanques torre · e6 negres alfil · g6 negres peó · d5 negres cavall · e5 blanques peó · f5 negres peó · a3 blanques alfil · c3 negres peó · d3 blanques torre · g3 blanques peó · c2 blanques dama · d2 negres alfil · f2 blanques peó · h2 blanques peó · g1 blanques rei | a8 negres torre · a7 negres peó · c7 negres torre · e7 negres peó · f7 negres rei · h7 negres peó · a6 blanques torre · e6 negres alfil · g6 negres peó · d5 negres cavall · e5 blanques peó · f5 negres peó · a3 blanques alfil · c3 negres peó · d3 blanques torre · g3 blanques peó · c2 blanques dama · d2 negres alfil · f2 blanques peó · h2 blanques peó · g1 blanques rei | a8 negres torre · a7 negres peó · c7 negres torre · e7 negres peó · f7 negres rei · h7 negres peó · a6 blanques torre · e6 negres alfil · g6 negres peó · d5 negres cavall · e5 blanques peó · f5 negres peó · a3 blanques alfil · c3 negres peó · d3 blanques torre · g3 blanques peó · c2 blanques dama · d2 negres alfil · f2 blanques peó · h2 blanques peó · g1 blanques rei | 8 |
| 7 | a8 negres torre · a7 negres peó · c7 negres torre · e7 negres peó · f7 negres rei · h7 negres peó · a6 blanques torre · e6 negres alfil · g6 negres peó · d5 negres cavall · e5 blanques peó · f5 negres peó · a3 blanques alfil · c3 negres peó · d3 blanques torre · g3 blanques peó · c2 blanques dama · d2 negres alfil · f2 blanques peó · h2 blanques peó · g1 blanques rei | a8 negres torre · a7 negres peó · c7 negres torre · e7 negres peó · f7 negres rei · h7 negres peó · a6 blanques torre · e6 negres alfil · g6 negres peó · d5 negres cavall · e5 blanques peó · f5 negres peó · a3 blanques alfil · c3 negres peó · d3 blanques torre · g3 blanques peó · c2 blanques dama · d2 negres alfil · f2 blanques peó · h2 blanques peó · g1 blanques rei | a8 negres torre · a7 negres peó · c7 negres torre · e7 negres peó · f7 negres rei · h7 negres peó · a6 blanques torre · e6 negres alfil · g6 negres peó · d5 negres cavall · e5 blanques peó · f5 negres peó · a3 blanques alfil · c3 negres peó · d3 blanques torre · g3 blanques peó · c2 blanques dama · d2 negres alfil · f2 blanques peó · h2 blanques peó · g1 blanques rei | a8 negres torre · a7 negres peó · c7 negres torre · e7 negres peó · f7 negres rei · h7 negres peó · a6 blanques torre · e6 negres alfil · g6 negres peó · d5 negres cavall · e5 blanques peó · f5 negres peó · a3 blanques alfil · c3 negres peó · d3 blanques torre · g3 blanques peó · c2 blanques dama · d2 negres alfil · f2 blanques peó · h2 blanques peó · g1 blanques rei | a8 negres torre · a7 negres peó · c7 negres torre · e7 negres peó · f7 negres rei · h7 negres peó · a6 blanques torre · e6 negres alfil · g6 negres peó · d5 negres cavall · e5 blanques peó · f5 negres peó · a3 blanques alfil · c3 negres peó · d3 blanques torre · g3 blanques peó · c2 blanques dama · d2 negres alfil · f2 blanques peó · h2 blanques peó · g1 blanques rei | a8 negres torre · a7 negres peó · c7 negres torre · e7 negres peó · f7 negres rei · h7 negres peó · a6 blanques torre · e6 negres alfil · g6 negres peó · d5 negres cavall · e5 blanques peó · f5 negres peó · a3 blanques alfil · c3 negres peó · d3 blanques torre · g3 blanques peó · c2 blanques dama · d2 negres alfil · f2 blanques peó · h2 blanques peó · g1 blanques rei | a8 negres torre · a7 negres peó · c7 negres torre · e7 negres peó · f7 negres rei · h7 negres peó · a6 blanques torre · e6 negres alfil · g6 negres peó · d5 negres cavall · e5 blanques peó · f5 negres peó · a3 blanques alfil · c3 negres peó · d3 blanques torre · g3 blanques peó · c2 blanques dama · d2 negres alfil · f2 blanques peó · h2 blanques peó · g1 blanques rei | a8 negres torre · a7 negres peó · c7 negres torre · e7 negres peó · f7 negres rei · h7 negres peó · a6 blanques torre · e6 negres alfil · g6 negres peó · d5 negres cavall · e5 blanques peó · f5 negres peó · a3 blanques alfil · c3 negres peó · d3 blanques torre · g3 blanques peó · c2 blanques dama · d2 negres alfil · f2 blanques peó · h2 blanques peó · g1 blanques rei | 7 |
| 6 | a8 negres torre · a7 negres peó · c7 negres torre · e7 negres peó · f7 negres rei · h7 negres peó · a6 blanques torre · e6 negres alfil · g6 negres peó · d5 negres cavall · e5 blanques peó · f5 negres peó · a3 blanques alfil · c3 negres peó · d3 blanques torre · g3 blanques peó · c2 blanques dama · d2 negres alfil · f2 blanques peó · h2 blanques peó · g1 blanques rei | a8 negres torre · a7 negres peó · c7 negres torre · e7 negres peó · f7 negres rei · h7 negres peó · a6 blanques torre · e6 negres alfil · g6 negres peó · d5 negres cavall · e5 blanques peó · f5 negres peó · a3 blanques alfil · c3 negres peó · d3 blanques torre · g3 blanques peó · c2 blanques dama · d2 negres alfil · f2 blanques peó · h2 blanques peó · g1 blanques rei | a8 negres torre · a7 negres peó · c7 negres torre · e7 negres peó · f7 negres rei · h7 negres peó · a6 blanques torre · e6 negres alfil · g6 negres peó · d5 negres cavall · e5 blanques peó · f5 negres peó · a3 blanques alfil · c3 negres peó · d3 blanques torre · g3 blanques peó · c2 blanques dama · d2 negres alfil · f2 blanques peó · h2 blanques peó · g1 blanques rei | a8 negres torre · a7 negres peó · c7 negres torre · e7 negres peó · f7 negres rei · h7 negres peó · a6 blanques torre · e6 negres alfil · g6 negres peó · d5 negres cavall · e5 blanques peó · f5 negres peó · a3 blanques alfil · c3 negres peó · d3 blanques torre · g3 blanques peó · c2 blanques dama · d2 negres alfil · f2 blanques peó · h2 blanques peó · g1 blanques rei | a8 negres torre · a7 negres peó · c7 negres torre · e7 negres peó · f7 negres rei · h7 negres peó · a6 blanques torre · e6 negres alfil · g6 negres peó · d5 negres cavall · e5 blanques peó · f5 negres peó · a3 blanques alfil · c3 negres peó · d3 blanques torre · g3 blanques peó · c2 blanques dama · d2 negres alfil · f2 blanques peó · h2 blanques peó · g1 blanques rei | a8 negres torre · a7 negres peó · c7 negres torre · e7 negres peó · f7 negres rei · h7 negres peó · a6 blanques torre · e6 negres alfil · g6 negres peó · d5 negres cavall · e5 blanques peó · f5 negres peó · a3 blanques alfil · c3 negres peó · d3 blanques torre · g3 blanques peó · c2 blanques dama · d2 negres alfil · f2 blanques peó · h2 blanques peó · g1 blanques rei | a8 negres torre · a7 negres peó · c7 negres torre · e7 negres peó · f7 negres rei · h7 negres peó · a6 blanques torre · e6 negres alfil · g6 negres peó · d5 negres cavall · e5 blanques peó · f5 negres peó · a3 blanques alfil · c3 negres peó · d3 blanques torre · g3 blanques peó · c2 blanques dama · d2 negres alfil · f2 blanques peó · h2 blanques peó · g1 blanques rei | a8 negres torre · a7 negres peó · c7 negres torre · e7 negres peó · f7 negres rei · h7 negres peó · a6 blanques torre · e6 negres alfil · g6 negres peó · d5 negres cavall · e5 blanques peó · f5 negres peó · a3 blanques alfil · c3 negres peó · d3 blanques torre · g3 blanques peó · c2 blanques dama · d2 negres alfil · f2 blanques peó · h2 blanques peó · g1 blanques rei | 6 |
| 5 | a8 negres torre · a7 negres peó · c7 negres torre · e7 negres peó · f7 negres rei · h7 negres peó · a6 blanques torre · e6 negres alfil · g6 negres peó · d5 negres cavall · e5 blanques peó · f5 negres peó · a3 blanques alfil · c3 negres peó · d3 blanques torre · g3 blanques peó · c2 blanques dama · d2 negres alfil · f2 blanques peó · h2 blanques peó · g1 blanques rei | a8 negres torre · a7 negres peó · c7 negres torre · e7 negres peó · f7 negres rei · h7 negres peó · a6 blanques torre · e6 negres alfil · g6 negres peó · d5 negres cavall · e5 blanques peó · f5 negres peó · a3 blanques alfil · c3 negres peó · d3 blanques torre · g3 blanques peó · c2 blanques dama · d2 negres alfil · f2 blanques peó · h2 blanques peó · g1 blanques rei | a8 negres torre · a7 negres peó · c7 negres torre · e7 negres peó · f7 negres rei · h7 negres peó · a6 blanques torre · e6 negres alfil · g6 negres peó · d5 negres cavall · e5 blanques peó · f5 negres peó · a3 blanques alfil · c3 negres peó · d3 blanques torre · g3 blanques peó · c2 blanques dama · d2 negres alfil · f2 blanques peó · h2 blanques peó · g1 blanques rei | a8 negres torre · a7 negres peó · c7 negres torre · e7 negres peó · f7 negres rei · h7 negres peó · a6 blanques torre · e6 negres alfil · g6 negres peó · d5 negres cavall · e5 blanques peó · f5 negres peó · a3 blanques alfil · c3 negres peó · d3 blanques torre · g3 blanques peó · c2 blanques dama · d2 negres alfil · f2 blanques peó · h2 blanques peó · g1 blanques rei | a8 negres torre · a7 negres peó · c7 negres torre · e7 negres peó · f7 negres rei · h7 negres peó · a6 blanques torre · e6 negres alfil · g6 negres peó · d5 negres cavall · e5 blanques peó · f5 negres peó · a3 blanques alfil · c3 negres peó · d3 blanques torre · g3 blanques peó · c2 blanques dama · d2 negres alfil · f2 blanques peó · h2 blanques peó · g1 blanques rei | a8 negres torre · a7 negres peó · c7 negres torre · e7 negres peó · f7 negres rei · h7 negres peó · a6 blanques torre · e6 negres alfil · g6 negres peó · d5 negres cavall · e5 blanques peó · f5 negres peó · a3 blanques alfil · c3 negres peó · d3 blanques torre · g3 blanques peó · c2 blanques dama · d2 negres alfil · f2 blanques peó · h2 blanques peó · g1 blanques rei | a8 negres torre · a7 negres peó · c7 negres torre · e7 negres peó · f7 negres rei · h7 negres peó · a6 blanques torre · e6 negres alfil · g6 negres peó · d5 negres cavall · e5 blanques peó · f5 negres peó · a3 blanques alfil · c3 negres peó · d3 blanques torre · g3 blanques peó · c2 blanques dama · d2 negres alfil · f2 blanques peó · h2 blanques peó · g1 blanques rei | a8 negres torre · a7 negres peó · c7 negres torre · e7 negres peó · f7 negres rei · h7 negres peó · a6 blanques torre · e6 negres alfil · g6 negres peó · d5 negres cavall · e5 blanques peó · f5 negres peó · a3 blanques alfil · c3 negres peó · d3 blanques torre · g3 blanques peó · c2 blanques dama · d2 negres alfil · f2 blanques peó · h2 blanques peó · g1 blanques rei | 5 |
| 4 | a8 negres torre · a7 negres peó · c7 negres torre · e7 negres peó · f7 negres rei · h7 negres peó · a6 blanques torre · e6 negres alfil · g6 negres peó · d5 negres cavall · e5 blanques peó · f5 negres peó · a3 blanques alfil · c3 negres peó · d3 blanques torre · g3 blanques peó · c2 blanques dama · d2 negres alfil · f2 blanques peó · h2 blanques peó · g1 blanques rei | a8 negres torre · a7 negres peó · c7 negres torre · e7 negres peó · f7 negres rei · h7 negres peó · a6 blanques torre · e6 negres alfil · g6 negres peó · d5 negres cavall · e5 blanques peó · f5 negres peó · a3 blanques alfil · c3 negres peó · d3 blanques torre · g3 blanques peó · c2 blanques dama · d2 negres alfil · f2 blanques peó · h2 blanques peó · g1 blanques rei | a8 negres torre · a7 negres peó · c7 negres torre · e7 negres peó · f7 negres rei · h7 negres peó · a6 blanques torre · e6 negres alfil · g6 negres peó · d5 negres cavall · e5 blanques peó · f5 negres peó · a3 blanques alfil · c3 negres peó · d3 blanques torre · g3 blanques peó · c2 blanques dama · d2 negres alfil · f2 blanques peó · h2 blanques peó · g1 blanques rei | a8 negres torre · a7 negres peó · c7 negres torre · e7 negres peó · f7 negres rei · h7 negres peó · a6 blanques torre · e6 negres alfil · g6 negres peó · d5 negres cavall · e5 blanques peó · f5 negres peó · a3 blanques alfil · c3 negres peó · d3 blanques torre · g3 blanques peó · c2 blanques dama · d2 negres alfil · f2 blanques peó · h2 blanques peó · g1 blanques rei | a8 negres torre · a7 negres peó · c7 negres torre · e7 negres peó · f7 negres rei · h7 negres peó · a6 blanques torre · e6 negres alfil · g6 negres peó · d5 negres cavall · e5 blanques peó · f5 negres peó · a3 blanques alfil · c3 negres peó · d3 blanques torre · g3 blanques peó · c2 blanques dama · d2 negres alfil · f2 blanques peó · h2 blanques peó · g1 blanques rei | a8 negres torre · a7 negres peó · c7 negres torre · e7 negres peó · f7 negres rei · h7 negres peó · a6 blanques torre · e6 negres alfil · g6 negres peó · d5 negres cavall · e5 blanques peó · f5 negres peó · a3 blanques alfil · c3 negres peó · d3 blanques torre · g3 blanques peó · c2 blanques dama · d2 negres alfil · f2 blanques peó · h2 blanques peó · g1 blanques rei | a8 negres torre · a7 negres peó · c7 negres torre · e7 negres peó · f7 negres rei · h7 negres peó · a6 blanques torre · e6 negres alfil · g6 negres peó · d5 negres cavall · e5 blanques peó · f5 negres peó · a3 blanques alfil · c3 negres peó · d3 blanques torre · g3 blanques peó · c2 blanques dama · d2 negres alfil · f2 blanques peó · h2 blanques peó · g1 blanques rei | a8 negres torre · a7 negres peó · c7 negres torre · e7 negres peó · f7 negres rei · h7 negres peó · a6 blanques torre · e6 negres alfil · g6 negres peó · d5 negres cavall · e5 blanques peó · f5 negres peó · a3 blanques alfil · c3 negres peó · d3 blanques torre · g3 blanques peó · c2 blanques dama · d2 negres alfil · f2 blanques peó · h2 blanques peó · g1 blanques rei | 4 |
| 3 | a8 negres torre · a7 negres peó · c7 negres torre · e7 negres peó · f7 negres rei · h7 negres peó · a6 blanques torre · e6 negres alfil · g6 negres peó · d5 negres cavall · e5 blanques peó · f5 negres peó · a3 blanques alfil · c3 negres peó · d3 blanques torre · g3 blanques peó · c2 blanques dama · d2 negres alfil · f2 blanques peó · h2 blanques peó · g1 blanques rei | a8 negres torre · a7 negres peó · c7 negres torre · e7 negres peó · f7 negres rei · h7 negres peó · a6 blanques torre · e6 negres alfil · g6 negres peó · d5 negres cavall · e5 blanques peó · f5 negres peó · a3 blanques alfil · c3 negres peó · d3 blanques torre · g3 blanques peó · c2 blanques dama · d2 negres alfil · f2 blanques peó · h2 blanques peó · g1 blanques rei | a8 negres torre · a7 negres peó · c7 negres torre · e7 negres peó · f7 negres rei · h7 negres peó · a6 blanques torre · e6 negres alfil · g6 negres peó · d5 negres cavall · e5 blanques peó · f5 negres peó · a3 blanques alfil · c3 negres peó · d3 blanques torre · g3 blanques peó · c2 blanques dama · d2 negres alfil · f2 blanques peó · h2 blanques peó · g1 blanques rei | a8 negres torre · a7 negres peó · c7 negres torre · e7 negres peó · f7 negres rei · h7 negres peó · a6 blanques torre · e6 negres alfil · g6 negres peó · d5 negres cavall · e5 blanques peó · f5 negres peó · a3 blanques alfil · c3 negres peó · d3 blanques torre · g3 blanques peó · c2 blanques dama · d2 negres alfil · f2 blanques peó · h2 blanques peó · g1 blanques rei | a8 negres torre · a7 negres peó · c7 negres torre · e7 negres peó · f7 negres rei · h7 negres peó · a6 blanques torre · e6 negres alfil · g6 negres peó · d5 negres cavall · e5 blanques peó · f5 negres peó · a3 blanques alfil · c3 negres peó · d3 blanques torre · g3 blanques peó · c2 blanques dama · d2 negres alfil · f2 blanques peó · h2 blanques peó · g1 blanques rei | a8 negres torre · a7 negres peó · c7 negres torre · e7 negres peó · f7 negres rei · h7 negres peó · a6 blanques torre · e6 negres alfil · g6 negres peó · d5 negres cavall · e5 blanques peó · f5 negres peó · a3 blanques alfil · c3 negres peó · d3 blanques torre · g3 blanques peó · c2 blanques dama · d2 negres alfil · f2 blanques peó · h2 blanques peó · g1 blanques rei | a8 negres torre · a7 negres peó · c7 negres torre · e7 negres peó · f7 negres rei · h7 negres peó · a6 blanques torre · e6 negres alfil · g6 negres peó · d5 negres cavall · e5 blanques peó · f5 negres peó · a3 blanques alfil · c3 negres peó · d3 blanques torre · g3 blanques peó · c2 blanques dama · d2 negres alfil · f2 blanques peó · h2 blanques peó · g1 blanques rei | a8 negres torre · a7 negres peó · c7 negres torre · e7 negres peó · f7 negres rei · h7 negres peó · a6 blanques torre · e6 negres alfil · g6 negres peó · d5 negres cavall · e5 blanques peó · f5 negres peó · a3 blanques alfil · c3 negres peó · d3 blanques torre · g3 blanques peó · c2 blanques dama · d2 negres alfil · f2 blanques peó · h2 blanques peó · g1 blanques rei | 3 |
| 2 | a8 negres torre · a7 negres peó · c7 negres torre · e7 negres peó · f7 negres rei · h7 negres peó · a6 blanques torre · e6 negres alfil · g6 negres peó · d5 negres cavall · e5 blanques peó · f5 negres peó · a3 blanques alfil · c3 negres peó · d3 blanques torre · g3 blanques peó · c2 blanques dama · d2 negres alfil · f2 blanques peó · h2 blanques peó · g1 blanques rei | a8 negres torre · a7 negres peó · c7 negres torre · e7 negres peó · f7 negres rei · h7 negres peó · a6 blanques torre · e6 negres alfil · g6 negres peó · d5 negres cavall · e5 blanques peó · f5 negres peó · a3 blanques alfil · c3 negres peó · d3 blanques torre · g3 blanques peó · c2 blanques dama · d2 negres alfil · f2 blanques peó · h2 blanques peó · g1 blanques rei | a8 negres torre · a7 negres peó · c7 negres torre · e7 negres peó · f7 negres rei · h7 negres peó · a6 blanques torre · e6 negres alfil · g6 negres peó · d5 negres cavall · e5 blanques peó · f5 negres peó · a3 blanques alfil · c3 negres peó · d3 blanques torre · g3 blanques peó · c2 blanques dama · d2 negres alfil · f2 blanques peó · h2 blanques peó · g1 blanques rei | a8 negres torre · a7 negres peó · c7 negres torre · e7 negres peó · f7 negres rei · h7 negres peó · a6 blanques torre · e6 negres alfil · g6 negres peó · d5 negres cavall · e5 blanques peó · f5 negres peó · a3 blanques alfil · c3 negres peó · d3 blanques torre · g3 blanques peó · c2 blanques dama · d2 negres alfil · f2 blanques peó · h2 blanques peó · g1 blanques rei | a8 negres torre · a7 negres peó · c7 negres torre · e7 negres peó · f7 negres rei · h7 negres peó · a6 blanques torre · e6 negres alfil · g6 negres peó · d5 negres cavall · e5 blanques peó · f5 negres peó · a3 blanques alfil · c3 negres peó · d3 blanques torre · g3 blanques peó · c2 blanques dama · d2 negres alfil · f2 blanques peó · h2 blanques peó · g1 blanques rei | a8 negres torre · a7 negres peó · c7 negres torre · e7 negres peó · f7 negres rei · h7 negres peó · a6 blanques torre · e6 negres alfil · g6 negres peó · d5 negres cavall · e5 blanques peó · f5 negres peó · a3 blanques alfil · c3 negres peó · d3 blanques torre · g3 blanques peó · c2 blanques dama · d2 negres alfil · f2 blanques peó · h2 blanques peó · g1 blanques rei | a8 negres torre · a7 negres peó · c7 negres torre · e7 negres peó · f7 negres rei · h7 negres peó · a6 blanques torre · e6 negres alfil · g6 negres peó · d5 negres cavall · e5 blanques peó · f5 negres peó · a3 blanques alfil · c3 negres peó · d3 blanques torre · g3 blanques peó · c2 blanques dama · d2 negres alfil · f2 blanques peó · h2 blanques peó · g1 blanques rei | a8 negres torre · a7 negres peó · c7 negres torre · e7 negres peó · f7 negres rei · h7 negres peó · a6 blanques torre · e6 negres alfil · g6 negres peó · d5 negres cavall · e5 blanques peó · f5 negres peó · a3 blanques alfil · c3 negres peó · d3 blanques torre · g3 blanques peó · c2 blanques dama · d2 negres alfil · f2 blanques peó · h2 blanques peó · g1 blanques rei | 2 |
| 1 | a8 negres torre · a7 negres peó · c7 negres torre · e7 negres peó · f7 negres rei · h7 negres peó · a6 blanques torre · e6 negres alfil · g6 negres peó · d5 negres cavall · e5 blanques peó · f5 negres peó · a3 blanques alfil · c3 negres peó · d3 blanques torre · g3 blanques peó · c2 blanques dama · d2 negres alfil · f2 blanques peó · h2 blanques peó · g1 blanques rei | a8 negres torre · a7 negres peó · c7 negres torre · e7 negres peó · f7 negres rei · h7 negres peó · a6 blanques torre · e6 negres alfil · g6 negres peó · d5 negres cavall · e5 blanques peó · f5 negres peó · a3 blanques alfil · c3 negres peó · d3 blanques torre · g3 blanques peó · c2 blanques dama · d2 negres alfil · f2 blanques peó · h2 blanques peó · g1 blanques rei | a8 negres torre · a7 negres peó · c7 negres torre · e7 negres peó · f7 negres rei · h7 negres peó · a6 blanques torre · e6 negres alfil · g6 negres peó · d5 negres cavall · e5 blanques peó · f5 negres peó · a3 blanques alfil · c3 negres peó · d3 blanques torre · g3 blanques peó · c2 blanques dama · d2 negres alfil · f2 blanques peó · h2 blanques peó · g1 blanques rei | a8 negres torre · a7 negres peó · c7 negres torre · e7 negres peó · f7 negres rei · h7 negres peó · a6 blanques torre · e6 negres alfil · g6 negres peó · d5 negres cavall · e5 blanques peó · f5 negres peó · a3 blanques alfil · c3 negres peó · d3 blanques torre · g3 blanques peó · c2 blanques dama · d2 negres alfil · f2 blanques peó · h2 blanques peó · g1 blanques rei | a8 negres torre · a7 negres peó · c7 negres torre · e7 negres peó · f7 negres rei · h7 negres peó · a6 blanques torre · e6 negres alfil · g6 negres peó · d5 negres cavall · e5 blanques peó · f5 negres peó · a3 blanques alfil · c3 negres peó · d3 blanques torre · g3 blanques peó · c2 blanques dama · d2 negres alfil · f2 blanques peó · h2 blanques peó · g1 blanques rei | a8 negres torre · a7 negres peó · c7 negres torre · e7 negres peó · f7 negres rei · h7 negres peó · a6 blanques torre · e6 negres alfil · g6 negres peó · d5 negres cavall · e5 blanques peó · f5 negres peó · a3 blanques alfil · c3 negres peó · d3 blanques torre · g3 blanques peó · c2 blanques dama · d2 negres alfil · f2 blanques peó · h2 blanques peó · g1 blanques rei | a8 negres torre · a7 negres peó · c7 negres torre · e7 negres peó · f7 negres rei · h7 negres peó · a6 blanques torre · e6 negres alfil · g6 negres peó · d5 negres cavall · e5 blanques peó · f5 negres peó · a3 blanques alfil · c3 negres peó · d3 blanques torre · g3 blanques peó · c2 blanques dama · d2 negres alfil · f2 blanques peó · h2 blanques peó · g1 blanques rei | a8 negres torre · a7 negres peó · c7 negres torre · e7 negres peó · f7 negres rei · h7 negres peó · a6 blanques torre · e6 negres alfil · g6 negres peó · d5 negres cavall · e5 blanques peó · f5 negres peó · a3 blanques alfil · c3 negres peó · d3 blanques torre · g3 blanques peó · c2 blanques dama · d2 negres alfil · f2 blanques peó · h2 blanques peó · g1 blanques rei | 1 |
|   | a | b | c | d | e | f | g | h |   |

Mišo Cebalo - Zdenko Kozul - Campionat d'escacs d'Eslovènia de 1994. Defensa Grünfeld (D-85)
1. d4 Cf6 2. Cf3 g6 3. c4 Ag7 4. Cc3 d5 5. cxd5 Cxd5 6. e4 Cxc3 7. bxc3 c5 8. Tb1 0-0 9. Ae2 cxd4 10. cxd4 Da5+ 11.Ad2 Dxa2 12. 0-0 Cd7 13. Ab4 Cb6 14. Ta1 De6 5. e5 Ah6 17. d5 Cxd5 18. Ac4 b5 19. Cd4 bxc4 20. Cxe6 Axe6 21. Ta6 Rf7 22. Aa3 Tfb8 23. Dc2 Tc8 24. Td1 c3 25. g3 Tc7 26. Td3 Ad2  (vegeu el diagrama)
27. Txe6! Rxe6 28. Db3 Td7 29. Ad6 exd6 30. Dxd5+ Re7 31. exd6+ Rf6 32. Dxa8 c2 33. Dxh8+ Rg5 34. Tc3 Axc3 35. Dxc3 Txd6 36. Dxc2 Td7 37. Dc6 Tf7 38. De6 Tb7 39. h4+ Rh6 40. Df6 (1-0).